# Мохоровичич (місячний кратер)
18°44′ пд. ш. 164°50′ зх. д. / 18.73° пд. ш. 164.83° зх. д.
Мохоровичич — місячний ударний кратер (Метеоритний кратер), розташований на зворотному боці Місяця. Він лежить на південний захід від більшого кратера Доплера та величезної огородженої рівнини Корольова. На південний захід від Мохоровичича знаходиться маленьке місячне море, яке назвали Озеро Забуття. На південь від нього розташована безіменна гора, яка утворилася під час удару, який утворив  улоговину Південний полюс-Ейткен.
Це круглий кратер, який зазнав певного зносу від наступних ударів. Супутній кратер Мохоровичич Z лежить на північному внутрішньому поверсі, примикаючи до північної внутрішньої стіни та краю. Невеликий кратер у формі чаші вривається в західний край.